# Терентьев, Макар Леонтьевич
 Терентьев Макар Леонтьевич  (19 января 1903, Мочалова, Оренбургская губерния — 1986) — советский экономист, председатель Госплана Башкирской АССР, доктор экономических наук. Участник Великой Отечественной войны, подполковник.

## Биография
Макар Терентьев родился 19 января 1903 года на хуторе Мочалова Звериноголовского станичного юрта Челябинского уезда Оренбургской губернии, который относился к Войсковой территории Челябинского уезда (3-й военный отдел Оренбургского казачьего войска), ныне деревня Красногорка входит в Звериноголовский муниципальный округ Курганской области.
С августа 1925 по 1929 год служил в Рабоче-крестьянской Красной Армии красноармейцем, политруком, потом сотрудником ОГПУ, заведующим учебно-воспитательной части изолятора специального назначения в городе Красноярске.
В 1926 году вступил в ВКП(б), в 1952 году партия переименована в КПСС.
В 1930 году он окончил два курса Московского государственного университета. В 1934 году — аспирантуру Научно-исследовательского коммунистического института в Москве.
С 1930 года Терентьев работал в Красноярском горкоме ВКП(б).
В 1934—1937 годах работал начальником политотдела Чишминской МТС, затем 1-м секретарем Федоровского райкома ВКП(б).
С августа по ноябрь 1937 года избирался 1-м секретарем Стерлитамакского райкома ВКП(б).
С ноября 1937 по июнь 1939 года — народный комиссар земледелия Башкирской АССР, затем работал преподавателем в разных учебных заведениях г. Уфы.
С марта 1940 по январь 1941 год был председателем Госплана Башкирской АССР.
Избирался депутатом Верховного Совета Башкирской АССР 1-го созыва.
Участник Великой Отечественной войны. Призван Ленинским РВК города Москвы. В войсках с июня 1942 года. В 1943 году — заместитель командира 15-й миномётной бригады по политчасти. В 1944 году — начальник политотдела 56-й стрелковой дивизии. В 1945 году — начальник политотдела 225-й стрелковой дивизии, подполковник.
В 1957 году защитил кандидатскую диссертацию на тему: «Себестоимость колхозной продукции и некоторые пути её снижения».
В 1970 году защитил докторскую диссертацию на тему: «Общегосударственное планирование колхозного производства и использование товарно-денежных отношений».
Макар Леонтьевич Терентьев умер 1986 году <где?>.

## Награды
- Орден Красного Знамени, 11 апреля 1945 года[3]
- Орден Отечественной войны I степени, трижды: 9 сентября 1944 года[4], 12 октября 1944 года[5], 6 апреля 1985 года[6]
- Орден Красной Звезды, 10 марта 1944 года[7]
- Медаль «За оборону Ленинграда», 12 июля 1943 года[8]